# Villa Gentile
Villa Gentile è un campo scuola di atletica leggera situato a Genova, nel quartiere di Sturla. È il centro nevralgico dell'attività agonistica della città e di tutta la Liguria, ed è l'unico impianto genovese idoneo a ospitare gare ufficiali previste dal calendario nazionale di atletica leggera.

## Storia
È intitolato, sebbene non ufficialmente, alla memoria di Tullio Pavolini. Villa Gentile venne infatti costruita grazie agli sforzi dirigenziali di quest'ultimo, ed è stata inaugurata nel 1971. Il terreno su cui sorge l'impianto era in origine la sede di un'antica villa, successivamente trasformata in ospedale militare.
Nel corso della sua storia ha ospitato due finali dei Giochi della Gioventù (nel 1979 e nel 1992), oltre a diverse finali dei Campionati Italiani di Società giovanili. In queste occasioni Villa Gentile ospitò atleti come Alessandro Andrei, Pietro Mennea, Marco Montelatici, Pierfrancesco Pavoni. Sempre a Villa Gentile viene annualmente svolta da oltre 30 anni il Trofeo Davoli, una gara nazionale di mezzofondo.
Atleti di vertice che nel corso degli anni si sono allenati a Villa Gentile sono: Emanuele Abate, Corrado Alagona, Bruno Bianchi, Francesco Bosi, Rita Bottiglieri, Francesca Carbone, Alfonso Costantini, Laura Miano, Gianpiero Palomba, Giorgia Robaudo, Silvia Salis, Umberto Tedeschi. Villa Gentile ha ospitato anche Serhij Bubka.
Usufruiscono oggi di Villa Gentile diverse società di atletica leggera: CUS Genova, Associazione Amatori Atletica, SS Trionfo Ligure, Universale Alba Docilia, Genoa Atletica, Universale Don Bosco, Maratoneti Genovesi, Città di Genova.

## Gestione
Villa Gentile è stata gestita dal 2006 al 2012 da SportinGenova (una società che è al 70% di proprietà del Comune di Genova e al 30% di AMIU (Azienda Multiservizi e d'Igiene Urbana) che si occupa della manutenzione dei principali impianti cittadini (come il Luigi Ferraris, La Sciorba, il Carlini e l'impianto polisportivo di PalaFigoi).
Dal 2 luglio 2012 Villa Gentile è gestita dalla società sportiva dilettantistica a responsabilità limitata QUADRIFOGLIO, i cui soci sono le storiche società di atletica genovese, la SS Trionfo Ligure (1907) e l'Atletica Universale Don Bosco.
Numerose polemiche sono sorte recentemente attorno all'impianto, causate soprattutto dalla scarsa manutenzione, con i comitati dei frequentatori dell'impianto che si sono battuti per l'impianto, aiutati anche da Primocanale Sport, che ha dato ampio risalto alla vicenda. In seguito è stata avviata la ristrutturazione dell'impianto: per ora sono stati sostituiti la gabbia per i lanci e i tappeti per il salto con l'asta e il salto in alto, mentre sono in dirittura d'arrivo anche i lavori per la sostituzione della pista di atletica leggera.